# Anaea corita
Anaea corita är en fjärilsart som beskrevs av Hans Fruhstorfer 1916. Anaea corita ingår i släktet Anaea och familjen praktfjärilar. Inga underarter finns listade i Catalogue of Life.